# جون بليك (لاعب كريكت)
جون بليك (17 نوفمبر 1917 في المملكة المتحدة - 3 يونيو 1944 في كرواتيا) (بالإنجليزية: John Blake)‏ هو لاعب كريكت بريطاني وبريطاني (وحمل سابقاً جنسية المملكة المتحدة لبريطانيا العظمى وأيرلندا). لعب مع نادي مقاطعة هامبشاير للكريكت ‏ ونادي جامعة كامبريدج للكريكيت ‏.

## وصلات خارجية
- جون بليك على موقع إي آس بي آن كريك إنفو (الإنجليزية)